# سهروية (كتشو)
سهرویة (بالفارسية: سهرویه) هي قرية تقع في إيران في قسم کتشو الريفي. يقدر عدد سكانها بـ 9 نسمة .